# 弗兰·鲍克威尔
弗兰·鲍克威尔（1952年—）是一位英国生物学家，伦敦玛丽王后大学癌症生物学教授，英国医学科学院院士，创作了多部面向儿童的科普书，2005年获伦敦皇家学会迈克尔·法拉第奖。